# Ассія Ахат
Іне́сса Ассі́я Ю́ріївна Бале́нко, знаніша як Ассі́я Аха́т або Assia Ahhatt (нар. 3 червня 1965, Київ) — українська скрипалька і співачка, Заслужена артистка України (2016).
Дискографія Ассії Ахат складається з сольних концертних виступів у всьому світі, восьми альбомів та близько 30 окремих відео. Виступала на одній сцені з такими виконавцями, як: Роберт Плант, Марк Нопфлер, Жан-Люк Понті та П'єр Бланшар.

## Життєпис
Ассія почала вчитися грі на скрипці з п'яти років і була однією з наймолодших солісток Національної філармонії України.
Закінчила музичний коледж Глієра, Національну музичну академію (Київ) по класу скрипки, стажувалася в Музичній академії в Ніцці, Франція (фр. Academie de musique de Nice) у всесвітньо відомого скрипаля Філіпа Брига.
Як солістка Української національної філармонії та протягом шести років перша скрипка жіночого струнного квартету «Каприз плюс» Київської філармонії, вона виступала у багатьох відомих європейських концертних залах.
У 1999 році виходить дебютний альбом скрипальки «Homo Novus», що складається з інструментальних творів у сучасному стилі.
У 2002 році Ассія почала професійно співати. В цьому ж році EMI records Польща підписала зі співачкою контракт. Творчість скрипальки зацікавила рекордингову компанію «Universal/Ukrainian Records», з якою Ассія Ахат у 2002 році підписала контракт і випустила альбом рос. «Тебе, Анаис». Пізніше був підписаний наступний контракт — з Universal Poland, в рамках якого була записана пісня «Де ж ти тепер?» У польській версії знявся в кліпі та заспівав голлівудський актор польського походження — Богуслав Лінда. Пісня миттєво стала хітом в Європі. В цьому ж році Ассія бере участь у шоу-фестивалі музики і кіно у Варшаві «8 кращих скрипалів». 
У 2003 році співачка випустила альбом «Шоколад», у якому записано пісні російською, польською та французькою мовами.
Новий, авторський, альбом Ассії Ахат «Душа болела» вийшов у 2005 році. Ассія записує пісню «Мрії» на вигаданій нею ж футуристичній мові, яка увійшла до альбому.
В цьому ж році Ассія Ахат створює групу «69», де є продюсером і співавтором музичного матеріалу. 2006 року з'явилися альбоми «Горячий поцелуй» і «Мне это нравится».
У 2007 році вийшов альбом «Я лучшая». 2010 року Ассія Ахат випустила альбом «Ангелы не курят».
У 2011 Ахат зосередила свою творчість на сучасній скрипковій музиці та записала свій дебютний сингл в чартах «If Only Tonight» в США. Запис отримав визнання від DRT National Airplay у категоріях Інді, R&B та Хіп-хоп, діставшись до 6 місця в чарті синглів Billboard, а також протягом декількох тижнів потрапляв у чарт Національного танцювального клубу. Ремікс ді-джея Ральфі Росаріо (Ralphi Rosario) був хітом у танцювальних клубах та дискотеках на всій території США, і кілька тижнів поспіль був на чарті Національного танцювального клубу Billboard.
Ахат отримала світове визнання в 2013 році зі своїм першим хітом «If Only Tonight» в США. 
Після успіху «If Only Tonight» Ахат звернула свою увагу на латиноамериканські мотиви, об'єднавшись з пуерториканським репером Вісіном (Wisin) для запису нового синглу Fiesta in San Juan, динамічного танцювального номера з піднесеним соло на скрипці. Обидва виконавці з'являються в популярному відео на пісню, яка була знята в Старому Сан-Хуані і спродюсувана Джессі Терреро. Fiesta in San Juan увійшла до складу Billboard Latin Tropical Chart, а ремікс увійшов до першої десятки в Billboard National Dance Club Chart.
Розвиток Ахат продовжувався, коли вона стала поп-виконавицею, яка використовує і свою скрипку, і свій голос. Удостоєний нагород сингл Disco, спродюсований Дмитром Монатіком з Chilibisound, вийшов 2016 року, а в квітні 2017 року Ассія дебютувала зі своїм синглом «Переплітає». Наступним її синглом став «You Will Miss Me» 2017 року, записаний на Hit Factory Criteria в Маямі і спродюсований Luny Tunes.
Її альбом «All-In» 2018 року був записаний в партнерстві з багаторазовим володарем Греммі Умберто Гатіка, який також продюсував альбом і PBS шоу Ахат «Музична феєрія» («A Music Extravaganza»).
Концертне шоу Ахат на телевізійних станціях PBS «Музична феєрія» (англ. A Music Extravaganza) 2019 року, яке було записано наживо в Національній опері України, транслювалося з червня 2019 року до початку 2020 року.
Ахат виступала з такими іконами музики, як Роберт Плант, Марк Нопфлер, Жан-Люк Понті (Jean-Luc Ponty), П'єр Бланшар, Курт Елінг і Кріс Ботті, а також працювала з композитором Еріком Серра. Вона записується в кращих студіях Європи і Westlake Studios в Лос-Анджелесі, Каліфорнія.

## Відеографія і дискографія
Концертне шоу Ассії «Музична феєрія» («A Music Extravaganza») було записане в Національній опері України під керівництвом продюсера Джина Бортника (Gene Bortnick). Шоу транслювалося в національних ефірах США (червень 2019 — початок 2020).
Дискографія
- 1999 — «Homo Novus»
- 2002 — Ассія підписала контракт з компанією Universal / Ukrainian Records. Незабаром випущений альбом «Тобі, Анаіс»
- 2003 — «Шоколад»
- 2005 — «Душа боліла»
- 2006 — «Гарячий поцілунок», спільно з групою «69»
- 2006 — «I like it …» («Мені це подобається»)
- 2007 — «Я найкраща!»
- 2010 — «Ангели не курять», спільно з групою «69»
- 2013 — «If Only Tonight»
- 2014 — «Fiesta in San Juan»
- 2016 — «Диско»
- 2017 — «You Will Miss Me», «Perepletaet», «All-In»
- 2019 — «Музикальна феєрія» ((«A Music Extravaganza» — Live-In concert and album)
- 2020 — «A Date at the Movies»

## Відзнаки
- Заслужена артистка України (2016).[13]

## Нотатки
1. ↑  При народженні Дани́лова Іне́сса Ю́ріївна[2][3]